# Ghorawal
Ghorawal (o Ghorawul, Ghorwal) è una suddivisione dell'India, classificata come nagar panchayat, di 6.478 abitanti, situata nel distretto di Sonbhadra, nello stato federato dell'Uttar Pradesh. In base al numero di abitanti la città rientra nella classe V (da 5.000 a 9.999 persone).

## Geografia fisica
La città è situata a 24° 46' 0 N e 82° 46' 60 E e ha un'altitudine di 302 m s.l.m..

## Società

### Evoluzione demografica
Al censimento del 2001 la popolazione di Ghorawal assommava a 6.478 persone, delle quali 3.527 maschi e 2.951 femmine. I bambini di età inferiore o uguale ai sei anni assommavano a 1.193, dei quali 612 maschi e 581 femmine. Infine, coloro che erano in grado di saper almeno leggere e scrivere erano 3.839, dei quali 2.440 maschi e 1.399 femmine.